# Án lệ 02/2016/AL
Án lệ 02/2016/AL là án lệ công bố thứ 2 thuộc lĩnh vực dân sự của Tòa án nhân dân tối cao tại Việt Nam, được Hội đồng Thẩm phán Tòa án nhân dân tối cao thông qua, Chánh án Tối cao Trương Hòa Bình ra quyết định công bố và có hiệu lực cho tòa án các cấp trong cả nước nghiên cứu, áp dụng từ ngày 1 tháng 6 năm 2016. Án lệ 02 dựa trên nguồn là Quyết định giám đốc thẩm số 27 ngày 8 tháng 7 năm 2010 của Hội đồng Thẩm phán về vụ án tranh chấp đòi lại tài sản tại tỉnh Sóc Trăng, nội dung xoay quanh dân sự, các vấn đề chính gồm giao dịch dân sự vô hiệu, mục đích đòi lại tài sản, vấn đề căn cứ xác lập quyền sở hữu, xác lập quyền sở hữu đối với lợi tức và liên quan đến chủ thể người Việt Nam định cư ở nước ngoài. Đây là án lệ đầu tiên trong lĩnh vực dân sự, án lệ thứ hai của tư pháp Việt Nam.
Trong vụ việc, nguyên đơn Nguyễn Thị Thảnh và bị đơn Nguyễn Văn Tám là hai chị em ruột, trong đó Nguyễn Thị Thảnh là người Việt Nam định cư hải ngoại tại Hà Lan. Xuất phát điểm từ một mảnh đất ruộng được cả hai tham gia mua những năm 1990, được Nguyễn Văn Tám đứng tên và sử dụng trong một thời gian dài, sang nhượng một lần nữa mà không thông qua Nguyễn Thị Thảnh, tranh chấp về tài sản, về lợi nhuận phát sinh, về chi phí mua bán ban đầu diễn ra giữa hai chị em. Cũng từ đây, thủ tục tố tụng dân sự trải dài từ Tòa án nhân dân tỉnh Sóc Trăng, Tòa Phúc thẩm Tòa án nhân dân tối cao tại Thành phố Hồ Chí Minh rồi Tòa án nhân dân tối cao từ sơ thẩm, phúc thẩm, kháng cáo, kháng nghị, giám đốc thẩm, vụ án dân sự này được lựa chọn để làm hình mẫu cho nhận định thực tế lợi ích cũng như thủ tục các cấp của tư pháp Việt Nam.

## Tóm lược vụ án
Những năm 1990, tại xã An Hiệp, huyện Mỹ Tú, tỉnh Sóc Trăng có gia đình với mẹ là Thái Thị Ba cùng những người con là Nguyễn Phước Hoàng, Nguyễn Thị Chính Em, Nguyễn Thị Thảnh và Nguyễn Văn Tám. Nguyễn Thị Thảnh sớm ra định cư nước ngoài ở Hà Lan, là Việt kiều có những thời gian nhất định về quê nhà thăm gia đình, khi mà mẹ là Thái Thị Ba sống cùng các con còn lại. Trong những năm này, Nguyễn Thị Thảnh cùng em trai là Nguyễn Văn Tám có ý định về việc sử dụng một thửa đất, tiến hành giao dịch mua đất, nhận chuyển nhượng quyền sử dụng đất của vợ chồng Hêng Tính và Lý Thị Sà Quênh diện tích 7.595,7 m² đất ruộng tại Phường 7, thị xã Sóc Trăng với giá 21,99 chỉ vàng.
Là một người Việt Nam định cư tại nước ngoài, Nguyễn Thị Thảnh không được giao đất, đã chuyển giao người đứng tên trên giấy chứng nhận quyền sử dụng đất cho em ruột Nguyễn Văn Tám. Giấy tờ được hoàn thành vào ngày 10 tháng 8 năm 1983, mảnh đất được đứng tên quyền sử dụng bởi Nguyễn Văn Tám. Sau đó khoảng 10 năm, vợ chồng Nguyễn Văn Tám, Nguyễn Thị Yêm đã quản lý mảnh đất nông nghiệp, sử dụng để canh tác. Năm 2004, vợ chồng Nguyễn Văn Tám đã giao dịch sang nhượng quyền sử dụng đất cho Công ty trách nhiệm hữu hạn Minh Châu với giá là 1,26 tỷ đồng. Được biết về vấn đề này, Nguyễn Thị Thảnh đã yêu cầu giao lại tiền bán đất cho bà; Nguyễn Văn Tám không chấp nhận và đã phản đối. Hai bên không thể thương lượng và hòa giải, Nguyễn Thị Thảnh đã kiện Nguyễn Văn Tám ra tòa để đòi lại tài sản.

## Xét xử giai đoạn đầu

### Sơ thẩm

#### Nguyên đơn
Nguyên đơn Nguyễn Thị Thảnh đã kiện bị đơn Nguyễn Văn Tám tại Tòa án nhân dân tỉnh Sóc Trăng. Người có quyền và nghĩa vụ liên quan trong vụ án dân sự này là Nguyễn Thị Yêm, vợ của bị đơn.
Tại đơn khởi kiện vào ngày 24 tháng 1 năm 2005, tờ khai ngày 7 tháng 2 năm 2005 và quá trình giải quyết vụ án, Nguyễn Thị Thảnh là nguyên đơn trình bày rằng bà là Việt kiều ở Hà Lan về thăm thân nhân tại Việt Nam và có ý định chuyển nhượng quyền sử dụng đất, nên ngày 10 tháng 8 năm 1993, bà có có nhận chuyển nhượng của vợ chồng Hêng Tính, Lý Thị Sà Quênh mảnh đất diện tích 7.595,7 m². Bà là người trực tiếp giao dịch, thỏa thuận việc chuyển nhượng và trả tiền, vàng cho vợ chồng Hêng Tính. Mục đích của bà là chuyển nhượng đất để giao cho em ruột của bà là Nguyễn Văn Tám và Nguyễn Thị Chính Em canh tác nuôi bố mẹ của anh chị em. Do bà là người Việt Nam định cư ở nước ngoài nên bà để cho Nguyễn Văn Tám đứng tên trong giấy tờ sang nhượng. Đồng thời, bà xuất trình Tờ sang nhượng đất ruộng lập ngày 10 tháng 8 năm 1993 có xác nhận của Ủy ban nhân dân xã An Hiệp. Sau khi nhận chuyển nhượng, bà để cho vợ chồng Nguyễn Văn Tám canh tác, nhưng năm 2004, không được bà đồng ý, Nguyễn Văn Tám đã chuyển nhượng toàn bộ diện tích 7.595,7 m² đất trên cho Công ty trách nhiệm hữu hạn Minh Châu với giá trị quyền sử dụng đất là 1,26 tỷ đồng. Vì vậy, bà yêu cầu bị đơn trả lại số tiền thu được từ việc chuyển nhượng đất của bà.

#### Bị đơn
Trong phiên sơ thẩm, bị đơn Nguyễn Văn Tám trình bày rằng diện tích 7.595,7 m² đất mà nguyên đơn tranh chấp là đất do vợ chồng ông là người bỏ tiền, vàng ra sang nhượng lại của vợ chồng Hêng Tính, ông là người đứng tên trong Tờ sang nhượng đất ruộng lập ngày 10 tháng 8 năm 1993. Tờ sang nhượng này không có xác nhận của chính quyền địa phương. Nhưng sau đó, ông và vợ chồng Hêng Tính còn ký bản hợp đồng và đơn xin chuyển nhượng quyền sử dụng đất cùng ngày 11 tháng 8 năm 1993, các văn bản này có xác nhận của Ủy ban nhân dân xã An Hiệp và của Ủy ban nhân dân huyện Mỹ Tú đồng ý cho chuyển nhượng. Sau khi chuyển nhượng, ông đã đăng ký, kê khai được cấp giấy chứng nhận quyền sử dụng đất vào ngày 28 tháng 5 năm 1994. Do đó, năm 2004, ông chuyển nhượng toàn bộ đất trên cho Công ty trách nhiệm hữu hạn Minh Châu với giá trị là 1,26 tỷ đồng. Ông cho rằng Tờ sang nhượng đất ruộng lập ngày 10 tháng 8 năm 1993 có xác nhận của Ủy ban nhân dân xã An Hiệp do Nguyễn Thị Thảnh xuất trình là giả vì theo kết luận giám định của Viện Khoa học Hình sự, Tổng cục cảnh sát thì không phải chữ ký của ông trong tờ sang nhượng đất ruộng do nguyên đơn xuất trình. Vì vậy, ông không đồng ý theo yêu cầu khởi kiện của nguyên đơn. Bên cạnh đó, Nguyễn Thị Yêm, vợ của bị đơn là người có quyền lợi, nghĩa vụ liên quan trình bày rằng năm 1993, vợ chồng bà có chuyển nhượng đất của Hêng Tính. Khi làm thủ tục chuyển nhượng, bà không tham gia nhưng bà có đưa tiền, vàng cho chồng trả cho vợ chồng Hêng Tính, nên bà cũng không chấp nhận theo yêu cầu của Nguyễn Thị Thảnh.
Trong phiên tòa này, ngoài trình bày của hai bên, bên nhân chứng là vợ chồng Hêng Tính, Lý Thị Sà Quênh, là người chuyển nhượng đất đều khẳng định Nguyễn Thị Thảnh trực tiếp thỏa thuận chuyển nhượng, trực tiếp trả 21,99 chỉ vàng cho ông, bà và Nguyễn Thị Thảnh để cho Nguyễn Văn Tám đứng tên giùm trong tờ sang nhượng đất ruộng lập ngày 10 tháng 8 năm 1993; chữ ký trong tờ sang nhượng đất ruộng do nguyên đơn xuất trình đúng là chữ ký của ông, bà.

#### Phán quyết sơ thẩm
Ngày 28 tháng 4 năm 2016, tại số 01, Đường 30/4, thành phố Sóc Trăng, tỉnh Sóc Trăng, phiên dân sự sơ thẩm đã diễn ra. Tại bản án dân sự sơ thẩm, Tòa án nhân dân tỉnh Sóc Trăng quyết định: chấp nhận một phần yêu cầu của nguyên đơn Nguyễn Thị Thảnh về việc đòi lại tiền chuyển nhượng đất; buộc vợ chồng bị đơn Nguyễn Văn Tám, Nguyễn Thị Yêm phải có trách nhiệm hoàn trả cho Nguyễn Thị Thảnh khoản tiền một nửa giá trị sang nhượng cho Công ty Minh Châu mảnh đất tranh chấp là 630 triệu đồng. Ngoài ra, Tòa án cấp sơ thẩm còn quyết định về án phí, chi phí giám định và tuyên quyền kháng cáo cho các đương sự theo quy định của pháp luật.

### Phúc thẩm
Sau khi Tòa án nhân dân tỉnh Sóc Trăng ra quyết định sơ thẩm, vụ án chưa kết thúc khi cả hai bên đều không đồng ý. Về phía bị đơn, ngày 10 tháng 5 năm 2006, Nguyễn Văn Tám kháng cáo cho rằng Nguyễn Thị Thảnh không phải là người có quyền sử dụng phần đất mà ông đã chuyển nhượng cho Công ty trách nhiệm hữu hạn Minh Châu nhưng Tòa án cấp sơ thẩm buộc ông thanh toán cho Nguyễn Thị Thảnh 630 triệu đồng là không đúng. Về phía nguyên đơn, ngày 12 tháng 5 năm 2006, người đại diện cho Nguyễn Thị Thảnh là Nguyễn Hữu Phòng kháng cáo đề nghị Tòa án cấp phúc thẩm xét xử buộc Nguyễn Văn Tám trả lại toàn bộ số tiền mà đã chuyển nhượng đất là 1,26 tỷ đồng cho nguyên đơn.
Bởi kháng cáo từ cả hai bên, Toà Phúc thẩm Tòa án nhân dân tối cao tại Thành phố Hồ Chí Minh đã thụ lý vụ án, phiên phúc thẩm diễn ra ngày 25 tháng 8 năm 2006 tại trụ sở số 124 đường Nam Kỳ Khởi Nghĩa, phường Bến Nghé, Quận 1, Thành phố Hồ Chí Minh. Tòa Phúc thẩm đã ra Bản án dân sự phúc thẩm quyết định bác yêu cầu kháng cáo của nguyên đơn và bị đơn, sửa Bản án sơ thẩm như sau: chấp nhận một phần yêu cầu của Nguyễn Thị Thảnh về việc đòi lại tiền chuyển nhượng quyền sử dụng đất; buộc Nguyễn Văn Tám và Nguyễn Thị Yêm có trách nhiệm hoàn trả cho Nguyễn Thị Thảnh số tiền 27.047.700 đồng tương đương 21,99 chỉ vàng 24k; buộc vợ chồng bị đơn Nguyễn Văn Tám và Nguyễn Thị Yêm phải nộp lại số tiền 1.232.266.860 đồng để sung công quỹ Nhà nước, tức bác bỏ giá trị tài sản này và nộp ngân sách. Ngoài ra, Tòa án cấp phúc thẩm còn quyết định về án phí.

### Kháng nghị
Sau xét xử phúc thẩm, Nguyễn Văn Tám khiếu nại Bản án dân sự phúc thẩm nêu trên, tiếp tục đẩy vụ án lên một giai đoạn tiếp theo. Ngày 21 tháng 8 năm 2009, Chánh án Tòa án nhân dân tối cao Trương Hòa Bình kháng nghị Bản án dân sự phúc thẩm của Toà Phúc thẩm Tòa án nhân dân cấp cao tại Thành phố Hồ Chí Minh, đề nghị Hội đồng Thẩm phán Tòa án nhân dân tối cao xét xử giám đốc thẩm, hủy Bản án phúc thẩm nêu trên và huỷ Bản án dân sự sơ thẩm của Tòa án nhân dân tỉnh Sóc Trăng; giao hồ sơ vụ án cho Tòa án nhân dân tỉnh Sóc Trăng xét xử sơ thẩm lại theo đúng quy định của pháp luật, với hai nhận. Thứ nhất, Nguyễn Thị Thảnh khởi kiện đòi lại tài sản đối với Nguyễn Văn Tám và cho rằng do bà là người Việt Nam định cư ở nước ngoài nên bà có nhờ Nguyễn Văn Tám (em của bà) đứng tên nhận chuyển nhượng đất của vợ chồng Hêng Tính giùm cho bà nhưng sau đó ông Tám đã chuyển nhượng đất của bà cho người khác.
Thứ hai, Tòa án cấp sơ thẩm và Tòa án cấp phúc thẩm xác định Nguyễn Văn Tám chỉ đứng tên nhận chuyển nhượng đất của vợ chồng Hêng Tính giùm cho Nguyễn Thị Thảnh là có căn cứ. Do nguyên đơn là người Việt Nam định cư ở nước ngoài, nên Nguyễn Thị Thảnh không được giao đất mà chỉ được trả lại phần giá trị đầu tư tiền chuyển nhượng đất. Đối với chênh lệch giá trị đất, thời điểm xét xử sơ thẩm và xét xử phúc thẩm là thời điểm thi hành Bộ luật Dân sự năm 2005, không có quy định buộc phải tịch thu sung công quỹ nên khoản chênh lệch này cả hai bên cùng được hưởng. Tòa án cấp sơ thẩm không buộc Nguyễn Văn Tám nộp số tiền chênh lệch giá trị đất để sung công là có căn cứ nhưng không buộc bị đơn trả cho nguyên đơn giá trị đầu tư ban đầu là không đúng. Tòa án cấp phúc thẩm không đưa ra được căn cứ pháp luật nhưng đã buộc Nguyễn Văn Tám nộp toàn bộ số tiền chênh lệch (1.232.226.860 đồng) để sung công quỹ Nhà nước là không đúng quy định của pháp luật.

## Kết quả vụ án

### Giám đốc thẩm

#### Nhận định
Nhận định của Hội đồng Thẩm phán, Quyết định 27/2010/DS-GĐT.
Ngày 8 tháng 7 năm 2010, với yêu cầu kháng nghị của Chánh án Tối cao và sự nhất trí của Viện Kiểm sát, Hội đồng Thẩm phán tối cao đã mở phiên xét xử giám đốc thẩm tại trụ sở tòa ở số 48 đường Lý Thường Kiệt, phường Trần Hưng Đạo, quận Hoàn Kiếm, Hà Nội. Tại phiên tòa giám đốc thẩm, đại diện Viện kiểm sát nhân dân tối cao đề nghị Hội đồng Thẩm phán Tòa án nhân dân tối cao chấp nhận kháng nghị của Chánh án Tòa án nhân dân tối cao huỷ Bản án phúc thẩm nêu trên và hủy Bản án dân sự sơ thẩm của Tòa án nhân dân tỉnh Sóc Trăng; giao hồ sơ vụ án cho Tòa án nhân dân tỉnh Sóc Trăng xét xử sơ thẩm lại theo đúng quy định của pháp luật.
Hội đồng Thẩm phán Tòa án nhân dân tối cao nhận định: Nguyễn Thị Thảnh khởi kiện yêu cầu Nguyễn Văn Tám trả lại cho bà 1,26 tỷ đồng vì cho rằng bà là người trực tiếp giao dịch, trả tiền nhận chuyển nhượng của vợ chồng Hêng Tính 7.595,7 m² đất ruộng, nhưng vì bà là người Việt Nam định cư ở nước ngoài nên nhờ ông Tám (em của bà) đứng tên, nhưng không được bà đồng ý ông Tám đã chuyển nhượng toàn bộ diện tích đất cho Công ty trách nhiệm hữu hạn Minh Châu để nhận 1,26 tỷ đồng. Nguyễn Văn Tám cho rằng ông là người thỏa thuận chuyển nhượng đất và trả tiền cho Hêng Tính, nên giấy tờ chuyển nhượng đất ông đứng tên. Sau khi nhận chuyển nhượng ông trực tiếp quản lý, sử dụng, đăng ký kê khai, được cấp giấy chứng nhận quyền sử dụng đất và khi ông chuyển nhượng cho Công ty Minh Châu được chính quyền cho phép, nên ông không chấp nhận yêu cầu của Nguyễn Thị Thảnh.
Tuy nhiên, quá trình giải quyết vụ án vợ chồng Nguyễn Văn Tám có nhiều lời khai mâu thuẫn về số tiền, vàng đã trả cho Hêng Tính và ông cũng không chứng minh được nguồn gốc nguồn tiền, vàng mà ông cho rằng đã trả cho người bán. Trong khi đó vợ chồng Hênh Tính, Lý Thị Sà Quênh khẳng định chỉ thỏa thuận chuyển nhượng đất và nhận vàng của Nguyễn Thị Thảnh còn việc viết giấy chuyển nhượng đất đứng tên Nguyễn Văn Tám là theo yêu cầu của nguyên đơn, vì nguyên đơn đang định cư ở nước ngoài. Theo lời khai của cụ Thái Thị Ba, Nguyễn Phước Hoàng, Nguyễn Thị Chính Em (là mẹ và anh chị em ruột của hai bên nguyên đơn, bị đơn) thì Nguyễn Thị Thảnh giao dịch, trả tiền chuyển nhượng đất cho vợ chồng Hênh Tính, còn Nguyễn Văn Tám chỉ là người đứng tên giùm.
Tổng hợp các chứng cứ nêu trên có cơ sở khẳng định Tòa án cấp sơ thẩm và Tòa án cấp phúc thẩm xác định Nguyễn Thị Thảnh là người bỏ toàn bộ số tiền là 21,99 chỉ vàng để nhận chuyển nhượng diện tích trên, còn Nguyễn Văn Tám chỉ là người đứng tên giùm. Do bị đơn đã chuyển nhượng đất trên cho Công ty Minh Châu và Nguyễn Thị Thảnh chỉ yêu cầu Nguyễn Văn Tám trả lại số tiền đã chuyển nhượng là 1,26 tỷ đồng nên Tòa án cấp sơ thẩm, phúc thẩm thụ lý giải quyết là đúng quy định của pháp luật. Ngoài ra, nguyên đơn khởi kiện yêu cầu bị đơn trả cho bà 1.26 tỷ đồng là số tiền bị đơn chuyển nhượng giá trị quyền sử dụng 7.595,7 m² đất, mà không tranh chấp quyền sử dụng đất, còn bị đơn cho rằng số tiền trên là của ông. Như vậy, các đương sự tranh chấp quyền sở hữu tài sản là số tiền nêu trên. Nhưng Tòa án cấp sơ thẩm và Tòa án cấp phúc thẩm lại xác định quan hệ pháp luật là Tranh chấp đòi lại tài sản là không chính xác.

#### Quyết định
Bởi các lẽ trên, Hội đồng Thẩm phán Tòa án nhân dân tối cao ra Quyết định giám đốc thẩm, cụ thể là: huỷ Bản án dân sự phúc thẩm số 334/2006/DSPT ngày 25 tháng 8 năm 2006 của Tòa Phúc thẩm Tòa án nhân dân tối cao tại Thành phố Hồ Chí Minh và Bản án dân sự sơ thẩm số 04/2006/DS-ST ngày 28 tháng 4 năm 2006 của Tòa án nhân dân tỉnh Sóc Trăng về vụ án tranh chấp đòi lại tài sản giữa nguyên đơn là Nguyễn Thị Thảnh với bị đơn là Nguyễn Văn Tám; người có quyền lợi, nghĩa vụ liên quan là Nguyễn Thị Yêm. Giao hồ sơ vụ án cho Tòa án nhân dân tỉnh Sóc Trăng để xét xử sơ thẩm lại theo đúng quy định của pháp luật.

### Nội dung án lệ
Từ quyết định của Hội đồng Thẩm phán trong phiên xét xử giám đốc thẩm năm 2010, cùng với quyết định công bố án lệ thứ nhất năm 2016 của Chánh án Tối cao, Án lệ 02 ra đời với tư cách là án lệ dân sự đầu tiên, tập trung về tranh chấp tài sản. Cụ thể, tuy nguyên đơn Nguyễn Thị Thảnh là người bỏ 21,99 chỉ vàng để chuyển nhượng đất, nhưng trên lý thuyết, bị đơn Nguyễn Văn Tám là người đứng tên trên giấy chứng nhận quyền sử dụng đất. Mặt khác, vụ án dân sự phải vừa kết hợp lý thuyết và thực tế. Xét bối cảnh thực tế để chỉ rõ vụ việc, bị đơn đã quản lý và sử dụng mảnh đất trong một thời gian nhất định, có đóng góp trong việc phát triển lợi nhuận. Từ đây cho ra được đóng góp để chia phần của cả hai. Việc phân chia tài sản trong lĩnh vực dân sự cũng có thể được xem xét như phân chia lợi ích trong đóng góp.